# Partia Akcji Ludowej
Partia Akcji Ludowej (PAP – ang. People's Action Party; chiń. upr. 人民行动党; pinyin Rénmín Xíngdòngdǎng; malajski Parti Tindakan Rakyat; tamil. மக்கள் செயல் கட்சி) – singapurska partia polityczna pierwotnie o profilu lewicowym, a obecnie o centroprawicowym i konserwatywnym. PAP sprawuje rządy w Singapurze nieprzerwanie od 1959 roku.

## Historia
Partia została założona w 1954 r. w Singapurze, stanowiącym wówczas kolonię Imperium Brytyjskiego. Sekretarzem generalnym PAP został Lee Kuan Yew. W 1955 r. partia zdobyła 3 miejsca w 32-osobowym Zgromadzeniu Ustawodawczym.
W wyborach 1959 r. PAP zdobyła 84% miejsc w Zgromadzeniu Ustawodawczym i od tej pory jest w Singapurze partią dominującą. 5 czerwca 1959 sekretarz generalny PAP Lee Kuan Yew został zaprzysiężony jako premier Singapuru i pozostał na tym stanowisku do 28 listopada 1990 roku. Kolejni premierzy – Goh Chok Tong (1990–2004) i Lee Hsien Loong (od 2004) również wywodzą się z PAP.
W latach 1963–1965, kiedy Singapur był częścią Malezji, PAP pozostawała w opozycji do rządu w Kuala Lumpur, równocześnie utrzymując władzę na wyspie.

## Ideologia
Podstawową doktryną we wczesnym okresie działalności PAP był antykolonializm. Wśród członków założycieli przeważały sympatie lewicowe; niektórzy byli zaangażowani w działalność związkową, część sympatyzowała z komunizmem. Władze kolonii podjęły walkę z komunistami, aresztując m.in. wielu działaczy PAP. Ponadto w 1961 r. doszło do rozłamu i utworzenia partii Barisan Sosialis (Front Socjalistyczny). W wyniku tych działań, władzę w partii objęli politycy umiarkowani, dystansujący się od skrajnych ideologii.
Partia Akcji Ludowej należała do Międzynarodówki Socjalistycznej w latach 1966–1976. Wystąpienie z Międzynarodówki spowodowane było zarzutami Holenderskiej Partii Pracy, oskarżającej PAP o autorytaryzm.
Zasady kierujące działalnością PAP formułowane są następująco: pragmatyzm (realizm polityczny), merytokracja, multikulturalizm i komunitaryzm.